# Mataeocephalus
Mataeocephalus es un género de peces marinos actinopterigios de la familia Macrouridae y de la orden de los gadiformes. Se distribuyen por aguas profundas del océano Pacífico y océano Índico.

## Especies
Existen seis especies válidas en este género:
- Mataeocephalus acipenserinus (C. H. Gilbert y Cramer, 1897)
- Mataeocephalus adustus H. M. Smith y Radcliffe, 1912
- Mataeocephalus cristatus Sazonov, Shcherbachev y Iwamoto, 2003
- Mataeocephalus hyostomus (H. M. Smith y Radcliffe, 1912)
- Mataeocephalus kotlyari Sazonov, Shcherbachev y Iwamoto, 2003
- Mataeocephalus tenuicauda (Garman, 1899)